# 余林 (1968年)
余林（1968年3月—），男，汉族，四川绵阳人，中国民主促进会第十五届中央委员会委员、第九届广东省委员会副主任委员，广东省政协委员，广东工业大学副校长。